# Bonilla Island
Bonilla Island är en ö i Kanada.   Den ligger i North Coast Regional District och provinsen British Columbia, i den sydvästra delen av landet, 4 000 km väster om huvudstaden Ottawa. Arean är 7,8 kvadratkilometer.
Terrängen på Bonilla Island är platt. Öns högsta punkt är 224 meter över havet. Den sträcker sig 4,5 kilometer i nord-sydlig riktning, och 3,6 kilometer i öst-västlig riktning.